# Handmuster
Ein Handmuster ist ein einzeln von Hand angefertigter Prototyp, der einem Interessenten zur Verfügung gestellt wird. Dieser kann anhand des Musters die Funktion prüfen und Änderungswünsche äußern.
In der Verpackungsentwicklung wird ein solches Muster in der Regel kostenlos erstellt. Auf (Fach-)Messen werden sie oft den Zwischenhändlern oder auch Endkunden vorgestellt, die dann ihre Bestellungen in Auftrag geben. Die im Modellbau häufig erstellten Handmuster sind aufgrund ihrer Handfertigung und Optimierung deutlich mehr wert als die Serienmodelle.
Heutzutage werden Handmuster mit einem CAD-System konstruiert und mit einem Plotter aus dem Originalmaterial angefertigt.